# Fonologia àrab
L'àrab estàndard només té tres vocals, /i, a, u/, en les seves varietats llarga i curta. Naturalment hi ha al·lofonies. Aquesta pot ser la raó que a la premsa hi hagi tantes versions diferents a l'hora de transcriure els noms de gent com en Bin Ladin/Ben Laden/Bin Laden o en Iàssir/Iàsser Arafat.
|             |             | Bilabials | Inter- dentals | Dental | Dentals emfàtiques | (Alveolo-) Palatals | Velars | Uvulars | Farin- geals | Glotals |
| Oclusius    | Sords       |           |                | t      | tˤ                 |                     | k      | q       |              | ʔ       |
| Oclusius    | Sonors      | b         |                | d      | dˤ                 | dʒ¹                 | (g)    |         |              |         |
| Fricatius   | Sords       | f         | θ              | s      | sˤ                 | ʃ                   | x      |         | ħ            | h       |
| Fricatius   | Sonors      |           | ð              | z      | ðˤ                 |                     | ɣ      |         | ʕ            |         |
| Nasals      | Nasals      | m         |                | n      |                    |                     |        |         |              |         |
| Laterals    | Laterals    |           |                | l²     |                    |                     |        |         |              |         |
| Vibrants    | Vibrants    |           |                | r      |                    |                     |        |         |              |         |
| Semi-vocals | Semi-vocals | w         |                |        |                    | j                   |        |         |              |         |

1. [dʒ] és [g] per a alguns parlants (oclusiva). És sobretot característic del dialecte egipci. En molts llocs del nord d'Àfrica i al Líban, és [ʒ] (no africada).
2. [l] es pronuncia [l̴] només al mot /ʔallaːh/, el nom de Déu (Al·là).

[ ̴] s'usa per a indicar velarització i faringalització (consonants emfàtiques).
Als dialectes hi ha més fonemes. Al Magrib i al llenguatge escrit (normalment en noms) existeix la [v].
Les vocals poden ser (fonològicament) llargues o curtes.